# Uzumasa Tenjingawa (metropolitana di Kyoto)
Uzumasa Tenjingawa (太秦天神川駅?, Uzumasa Tenjingawa-eki) è una stazione della metropolitana di Kyoto che si trova nel quartiere di Ukyō-ku, nel centro di Kyoto. La stazione è servita dalla linea Tōzai, gestita dall'Ufficio municipale dei trasporti di Kyoto, di cui è l'attuale capolinea occidentale.

## Struttura
La stazione è costituita da una banchina a isola centrale con due binari sotterranei, ed è dotata di porte di banchina. 
In superficie è presente un piccolo terminal per gli autobus, i taxi e la fermata della Ferrovia Elettrica Keifuku, l'unica linea metrotranviaria di Kyoto. 
| 1-2 | Linea Tōzai | per Nijō, Karasuma-Oike, Misasagi, Rokujizō e Hama-Ōtsu |

## Stazioni adiacenti
| «           | Servizio    | »             |
| Linea Tōzai | Linea Tōzai | Linea Tōzai   |
| ----------- | ----------- | ------------- |
| Capolinea   | -           | Nishiōji Oike |